# فرديناند هايم
فرديناند هايم (بالألمانية: Ferdinand Heim)‏ هو عسكري ألماني، ولد في 27 فبراير 1895 في رويتلينغن في ألمانيا، وتوفي في 14 نوفمبر 1971 في أولم في ألمانيا.